# أرناؤوط كوي (مديرية)
أرناؤوط كوي (بالتركية: Arnavutköy) حي سكني تقع إدارياً ضمن إسطنبول في تركيا.

## وصلات خارجية
- الموقع الرسمي